# Nikos Michelis
Nikolaos "Nikos" Michelis (griego: Νικόλαος "Νίκος" Μιχελής, nacido el 23 de marzo de 2001; Nea Smirni) es un futbolista griego que juega como defensa central en el C. A. Osasuna B de la Primera Federación.

## Trayectoria

### A. C. Milan
Llega al club italiano en 2019 procedente del Asteras Tripolis griego para jugar en su cantera, llegando a participar en 49 encuentros con el Milan Primavera. El 13 de julio de 2021 se oficializa su cesión al Willem II de la Eredivisie hasta final de temporada, debutando con el equipo el 15 de agosto del mismo año en una derrota liguera por 0-4 frente al Feyenoord Rotterdam.

### C. D. Mirandés
El 30 de julio de 2022 se oficializó su incorporación al C. D. Mirandés de la Segunda División de España con un contrato hasta 2025.

### C. A. Osasuna B
El 16 de julio de 2023, el C. A. Osasuna, llega a un acuerdo con el C. D. Mirandés, para que el central griego llegue como cedido para jugar en su equipo filial. El acuerdo tendría una opción de compra de 300.000€.

## Clubes
Actualizado al último partido disputado el 27 de mayo de 2023.
| Club                     | País         | Año       | Part. | Goles |
| ------------------------ | ------------ | --------- | ----- | ----- |
| A. C. Milan              | Italia       | 2019-2022 | 0     | 0     |
| Willem II (cesión)       | Países Bajos | 2021-2022 | 13    | 0     |
| C. D. Mirandés           | España       | 2022-2023 | 17    | 0     |
| C. A. Osasuna B (cesión) | España       | 2023-act. |       |       |